# 倉橋大賀
倉橋 大賀（くらはし たいが、1988年5月7日 - ）は、日本の元AV男優。元エロメン（SILK LABO 専属男優）。元ゲイビデオ男優。

## 略歴
- 2011年、長瀬広大の名義でゲイビデオデビュー。
- 2012年、倉橋大賀に改名。SILK LABO の作品「シークレット ロマンス」で女性向けAVデビュー。
- 2014年6月、SILK LABO を卒業。AV界を引退した。

## 人物
- 父親は、海上自衛官[1]。
- 大学時代は、教師になるのが夢で、教員試験の勉強をしていた[2]。
- 俳優への夢も持つようになり、大学卒業後はアルバイトをしていた[2]。
- スカウトされて、AV界入り[2]。

## 出演作品

### アダルトDVD（女性向け作品）
2012年
- シークレット ロマンス （SILK LABO、2012年6月7日）
- COCOON Love Switch another stories （SILK LABO、2012年11月6日）
- Melty Touch （SILK LABO、2012年12月6日）

2013年
- 繰り返す日々の中で （SILK LABO、2013年4月11日）
- COCOON anthology 1 （SILK LABO、2013年6月6日）
- Suddenly Triangular （SILK LABO、2013年7月6日）
- Hide & Seek （SILK LABO、2013年9月5日）
- Face to Face 3rd Season （SILK LABO、2013年10月10日）
- ラブレス。（SILK LABO、2013年12月5日）
- The Best Collection 3 （SILK LABO、2013年12月5日）

2014年
- More Beautiful 1 （SILK LABO、2014年1月9日）
- 繋いだてのひらから伝わること （SILK LABO、2014年3月6日）
- COCOON anthology 2 （SILK LABO、2014年4月10日）
- Under One Roof Room 201 （SILK LABO、2014年4月10日）
- 素直になれない恋人たち （SILK LABO、2014年6月5日）
- Girl's Pleasure （SILK LABO、2014年8月1日）
- COCOON anthology 3 （SILK LABO、2014年9月6日）

2015年
- The Best Collection 4 （SILK LABO、2015年3月5日）
- COCOON anthology 4 （SILK LABO、2015年4月9日）

### アダルトDVD（ゲイビデオ）
- GET style 5 ～現役AV男優大集合！version 2 全員生ハメ編～（GET-film、2012年12月7日）
- with ニューハーフ ～イケメンがニューハーフとマジSEXしちゃいました♂♀～（GET-film、2012年12月7日）- 橘芹那
- 超感オナニズム ～悶絶アナニー∞快感オナニー～（GET-film、2013年1月11日）

※「長瀬広大」名義

2011年
- Face - 長瀬広大 - （JUNO、2011年9月18日）
- 長瀬広大 素顔見せます!! （JUNO、2011年9月18日）
- ルーキーズ （PANDORA、2011年10月19日）
- [CROSS×OVER] （Surprise!、2011年11月19日）

2012年
- WORK OUT （LINE、2012年1月20日）
- WORK OUT another day （LINE、2012年1月20日）
- EVOLUTION - Koudai Nagase - （SURPRISE!、2012年2月18日）
- S.P.D.068 Koudai Nagase EVOLUTION off shot （SURPRISE!、2012年2月18日）

2013年
- BIG BANG SHINOBU （SURPRISE!、2013年7月20日）

2015年
- PANDORA GOLDEN DISC 001 （PANDORA、2015年2月18日）
- Surprise! GOLDEN DISC 020 （SURPRISE!、2015年6月19日）

### 配信限定
- 美貌先生 その壱 （GIRL'S CH、広田レオナ監督作品、2013年3月）

## 出演番組
テレビ
- 大久保じゃあナイト（TBS、2014年2月22日）
- オンナを刺激する流行発信源 大久保セブン （関西テレビ、2014年2月23日）

## イベント
- EROMEN SHOWCASE Vol.2 2013[3] （2013年10月12日、新宿ロフトプラスワン）
- SILK EROMEN×ジョジョカン 2014 ～恋に効くSEXセラピー～[4] （2014年2月22日、新宿ロフトプラスワン）
- PINK TOKYO[5] （2014年3月、ディファ有明）